# Fernbridge
Die Fernbridge ist eine Straßenbrücke in Kalifornien, USA, die die State Route 211 über den Eel River führt. Sie ist die letzte Brücke vor seiner Mündung in den rund 10 km entfernten Pazifischen Ozean und liegt zwischen den Orten Loleta und Ferndale. Der U.S. Highway 101 führt nahe an ihr vorbei.
Die zweispurige, insgesamt 442,3 m (1451 ft) lange Stahlbetonbrücke überquert den Fluss mit sieben je 54,9 m (180 ft) weiten, flachen Segmentbögen, die von 4,6 m starken Pfeilern gestützt werden. Ursprünglich wurde die Brücke durch 160 m und 130 m lange hölzerne Rampenbrücken mit der am Nordufer entlang führenden Straße und mit dem südlich von ihr liegenden Straßendamm verbunden. Diese Holzbrücken wurden 1920 durch Stahlbetonbrücken ersetzt, zur gleichen Zeit wurde die Schotterstraße asphaltiert.
Die in den Jahren 1910 und 1911 erbaute Brücke war bei ihrer Fertigstellung die längste Stahlbeton-Straßenbrücke der Welt und hat alle großen Überschwemmungen seit ihrer Erbauung fast schadlos überstanden.
1987 wurde die sie in das National Register of Historic Places aufgenommen und 1996 von der American Society of Civil Engineers zur California State Civil Engineering Landmark ernannt.
Der United States Geological Survey unterhält seit einiger Zeit eine Webcam und einen Pegel an der Fernbridge.